# Дворец (Тернопольская область)
Дворец (укр. Двірець) — село в Кременецкой городской общине Кременецкого района Тернопольской области Украины.
Код КОАТУУ — 6123483102. Население по переписи 2001 года составляло 188 человек.

## Географическое положение
Село Дворец находится на правом берегу реки Иква,
выше по течению на расстоянии в 1 км расположено село Новый Кокорев,
ниже по течению на расстоянии в 0,5 км расположено село Рудка.
Около села протекает ручей с большой запрудой.

## История
- 1686 год — дата основания.

## Объекты социальной сферы
- Клуб.
- Фельдшерско-акушерский пункт.